# Namibia Second Division
Die Namibia Second Divisions (Namibische Zweite Divisionen) sind die in 14 regionale Ligen unterteilte, dritthöchsten Spielklassen im Fußball in Namibia. Sie werden von der Namibia Football Association (NFA) organisiert.
Es handelt sich bei den Namibia Second Divisions um reine Amateurligen.

## Modus
Es treten in Regionalligen in den 14 Regionen von Namibia (bis Saison 2013/14 13 Regionen) jeweils 12 bis 16 (bis Saison 2012/2013 immer 12) Vereine gegeneinander an. Die Ligen sind darauf ausgelegt, dass jede Mannschaft innerhalb ihrer Region gegen jeden Gegner zwei Spiele austrägt. Die Spiele finden zumeist im Turniermodus an einigen Wochenenden zentral in den größten Orten der jeweiligen Region statt. 
Zur Saison 2011/12 wurde entschieden, dass sich die regionalen Ligen weiter unterteilen können, da dies die Reisekosten senkt und somit mehr Mannschaften insgesamt teilnehmen können. Vorgabe ist, dass keine Teilliga weniger als sieben und mehr als 12 Mannschaften aufweisen darf. Zur Saison 2022/23 war dies in der Region ǁKharasKlicklaut umgesetzt.
Die regionalen Meister spielen am Ende der Saison die Aufsteiger für die Namibia First Division aus.
Es gilt die in der FIFA übliche Drei-Punkte-Regel.

## Ligen: Meister

### Norden
- Kavango-Ost: UNAM Rundu (2024/25); Guma Golden City FC (2022/23); Kangweru Black Tops FC (2015/16); Western Stars FC (2015/16)
- Kavango-West: Supe Eleven (2022/23)
  - Kavango: Bingo (2011/12)[2]; Kavango United (2010/11 und 2009/10)
- Kunene: Khaibaseb FC (2024/25); Outjo Football Academy (2022/23); Outjo Football Academy (2018); Etosha United FC (2015/16); Sport Club Outjo (2011/12)[2]; Pubs (2010/11 und 2009/10)
- Ohangwena: Omafo United (2024/25); Further Fighters FC (2022/23); Ohangwena Nampol (2015/16); Young Tops (2011/12)[2]; Oshikango United (2009/10)
- Omusati: UNAM Ogongo FC (2025/25); Future FC (2022/23); UNAM Ogongo FC (2015/16 und 2010/11); Epupa Stars (2011/12)[2]; Blue Birds (2009/10)
- Oshana: Khuse Lions (2022/23); Africa Motto FC (2015/16); KK Palace (2013/14 - Aufsteiger in die Namibia First Division 2014/15 (Nord-West)[3]); Young Chiefs (2011/12)[2]; KK Palace (2010/11); Golden Bigs (2009/10, Aufsteiger für Namibia First Division 2010/11 (Norden))
- Oshikoto: Gerros Uri-khob (2025/25);Omuthiya United (2022/23); Oshikoto Nampol (2015/16); Benfica Tsumeb (2011/2012[2] und 2010/2011); Young Rangers (2009/2010)
- Otjozondjupa: Osona FC (2015/16); African Lions (2011/2012)[2]; Eleven Brothers (2010/2011); African Lions (2009/2010)
- Sambesi (Caprivi): Black Hawks FC (2025/25); Namib Chiefs FC (2022/23); Bush Bucks FC (2015/16); King Fisher (2011/2012)[2]; Black Hawks (2009/2010);

### Süden
- Erongo: Celtics FC (2025/25); Henties Bay United SC (2022/23); Northern Stars (2015/16 und 2013/14), Celtics (2009/10)
- Hardap: Bee Bob Brothers (2024/25); Reho Madrid FC (2015/16); Flamingoes FC  (2013/14), Nampol FC (2010/11), Bee Bob Brothers (2009/10)
- ǁKharas (Karas): Spiders FC & Oranjemund FC (2022/23); Mountain Rangers FC (2015/16); Brazile FC (2013/14), Try Again FC (2010/11 und 2009/10) (Aufsteiger für Namibia First Division 2011/12 (Süden))
- Khomas: City Boys FC (2024/25); NUST FC (2022/23); SK Windhoek (2015/16); Kaizen Football Academy (2013/2014[4]); Windhoek United (2010/2011) (Aufsteiger für Namibia First Division 2011/12 (Süden))[5]; Spoilers (2009/10)
- Omaheke: Kom Haal Hulle FC (2015/16); Young African FC (2013/14), Zhalusa Chiefs (2010/11), Winter Roses (2009/10) Aufsteiger für Namibia First Division 2010/11 (Süden)